# Mikławš
Mikławš (IPA: 'mʲiku̯au̯ʃ) ist ein männlicher Vorname. Es ist die gebräuchliche obersorbische Form des Namens Nikolaus.
Eine Kurzform des Namens ist Klaws.
Für weitere Informationen zum Namen siehe den Hauptartikel Nikolaus.

## Bekannte Namensträger
- Mikławš Andricki (1871–1908), sorbischer katholischer Geistlicher und Intellektueller
- Mikławš Jakubica (16. Jahrhundert), niedersorbischer Pfarrer, Ersteller der ersten Übersetzung des Neuen Testaments ins Sorbische (1548), zugleich erstes Buch in sorbischer Sprache
- Mikławš Joachim Wićaz (1921–1998), sorbischer Informatiker